# Sárga harmatgomba
A sárga harmatgomba (Stropharia coronilla) a harmatgombafélék családjába tartozó, réteken, legelőkön termő, mérgező gombafaj. 

## Megjelenése
A sárga harmatgomba kalapjának átmérője 2–5 cm széles, kezdetben félgömbforma, domború, majd idősen laposan kiterül. A széle sokáig behajló marad. Felszíne sima, nedvesen kissé ragadós, száraz időben finoman nemezes; fénytelen, vagy selymesen fényes. Színe okkersárgás, narancssárgás, a széle kifakulhat. Húsa vékony, törékeny, fehér színű. Kissé retekszagú, íze nem jellegzetes vagy kissé torokkaparó.
Sűrű, tönkhöz nőtt lemezeinek éle fehéren pihés. Színük világos szürkésbarna, később a spórák érésével kékes-ibolyás vagy vörösesbarnás. Spórapora lilásbarna. Spórái ellipszis alakúak, sima felszínűek, 7-9 x 4-6 mikrométeresek.
Tönkje 2,5–5 cm magas, 0,4-0,8 cm vastag. Alakja zömök (magas fűben nyúlánk is lehet), egyenletesen vastag vagy alján keskenyedő. Merev tapintású, törékeny. Vaskos, de nem széles, fehér (az idős gombánál a ráhulló spóráktól barna), bordás peremű gallérja van.  A tönk felszíne a gallér fölött sima, vagy hosszanti szálas, alatta selymesen fehér, később sárgásbarna árnyalatú.

### Hasonló fajok
A közeli rokon, nem ehető harmatgombáktól csak mikroszkóppal lehet elkülöníteni. Az ehető gombák közül a mezei szegfűgombával vagy a csiperkékkel lehet összetéveszteni.

## Elterjedése és élőhelye
Európában és Észak-Amerikában honos. Magyarországon gyakori. Füves réteken, legelőkön, kertekben, parkokban található. A talaj tápanyagszintjét illetően igénytelen. Májustól novemberig nő egyesével vagy kis csoportban.
Mérgező. Fogyasztása után rosszullét, hányás, izomfájdalom, szédülés, hallucináció jelentkezhet. Méreganyaga nem ismert.

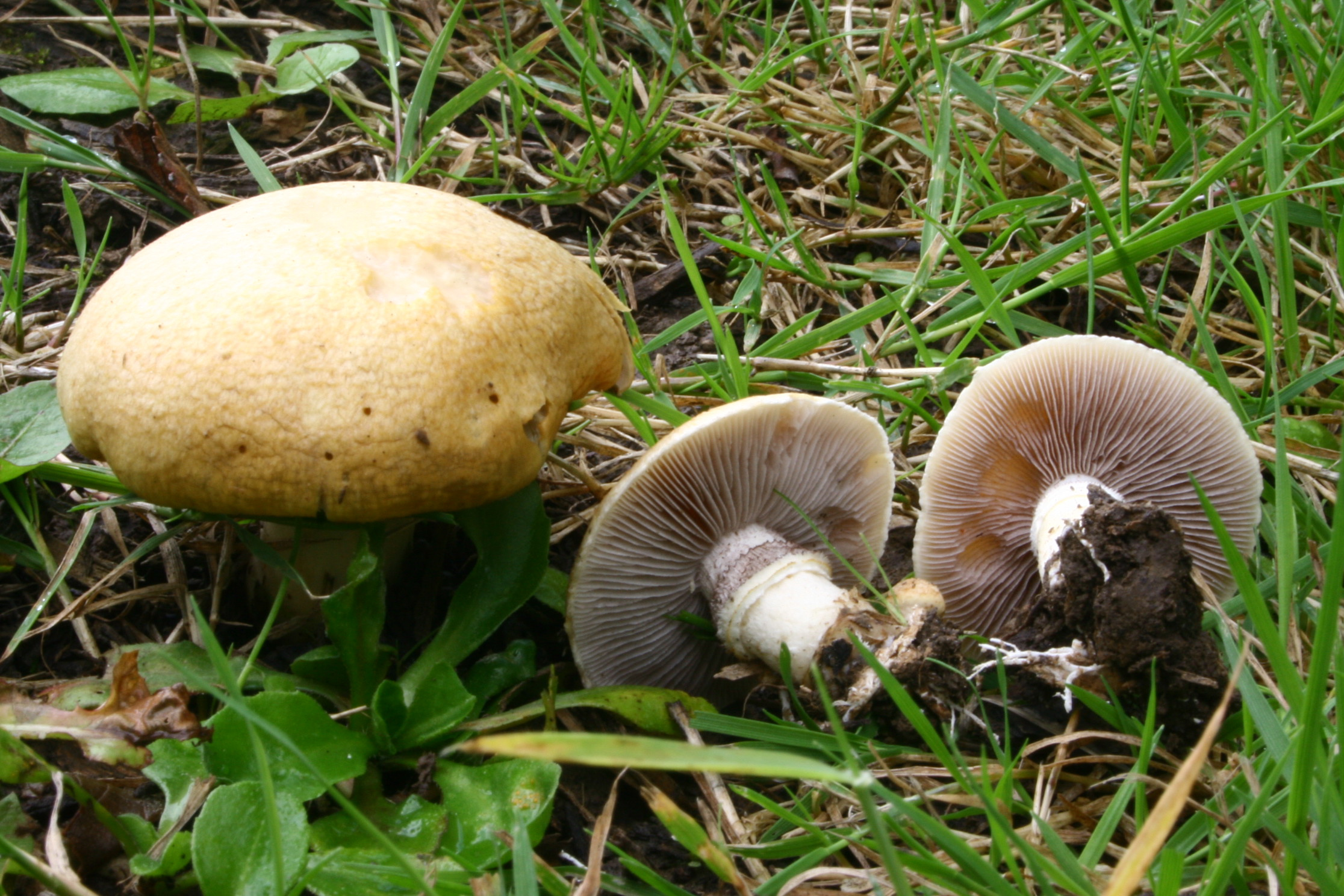
Sárga harmatgomba
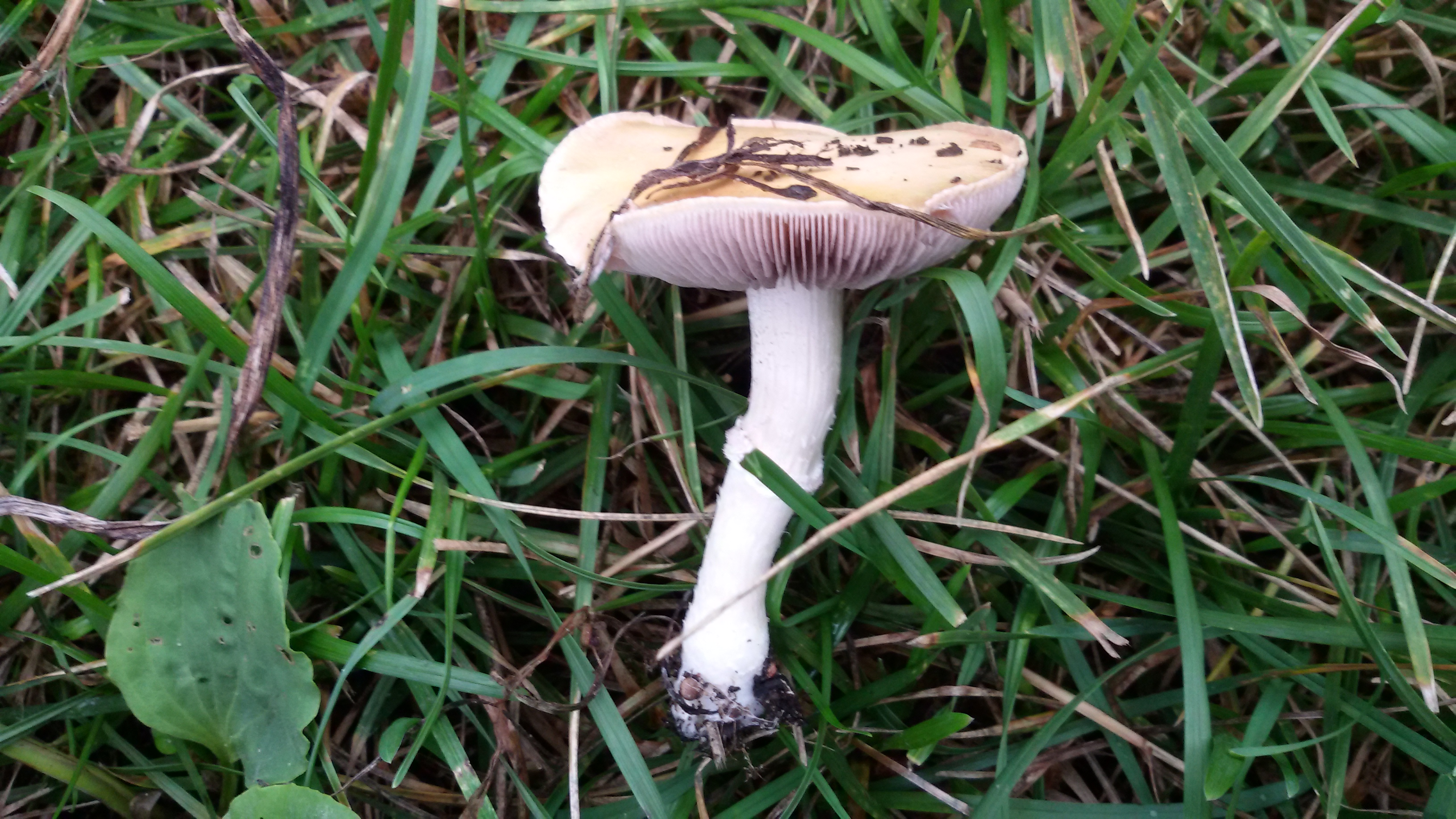
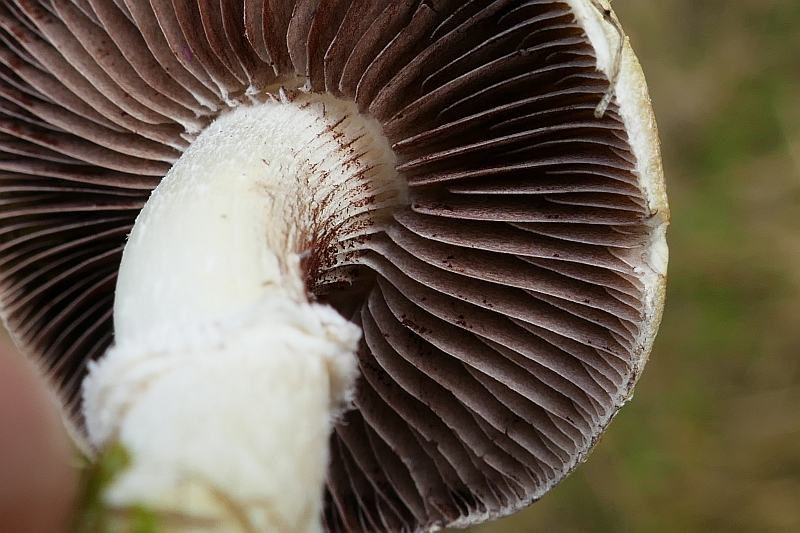
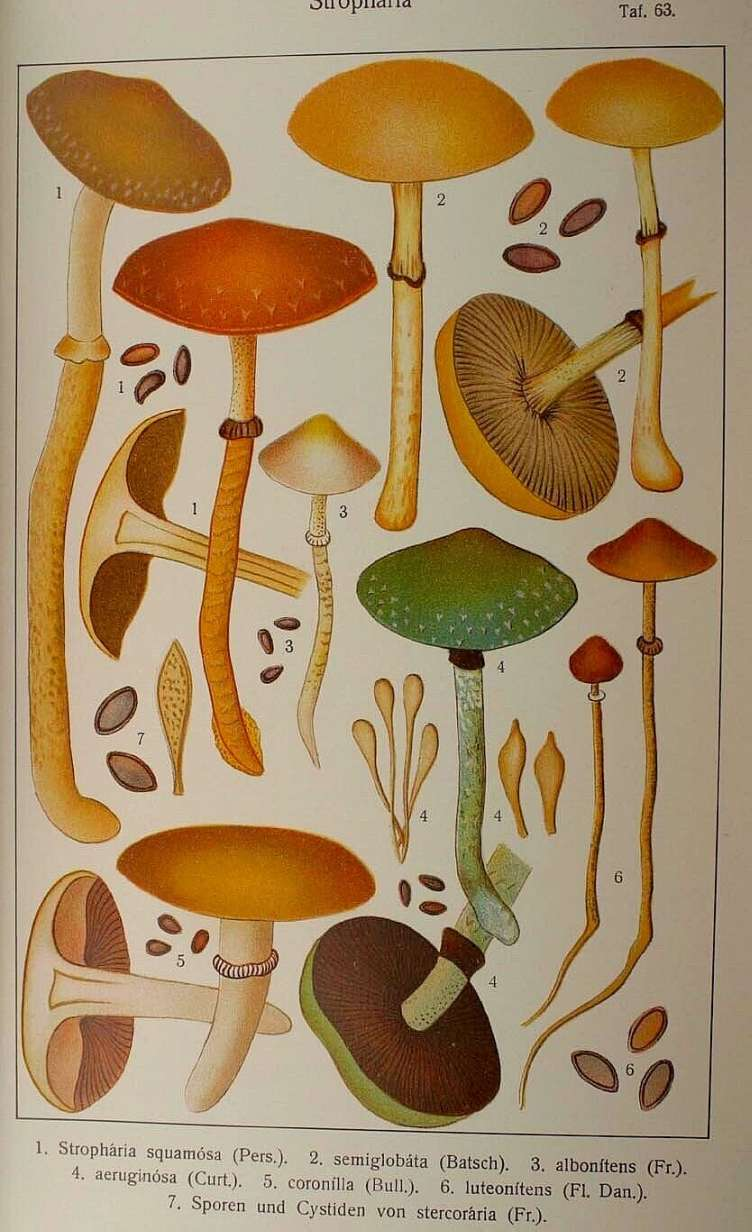
Ábrázolása (5) 1901 előttről